# John Utaka
John Utaka, född 6 januari 1982, är en nigeriansk fotbollsspelare som senast spelade för turkiska Sivasspor. Han var uttagen i Nigerias trupp vid Världsmästerskapet i fotboll 2002.